# くりたか物産
くりたか物産株式会社（くりたかぶっさん）は、業務用の製菓・製パン原材料を中心に冷凍食肉や冷凍魚介類・その他冷凍加工品など、食品の総合卸業を行う会社である。近年では、個人向けのインターネット事業や、電解水製造装置や水素水サーバーのレンタル・販売などの環境事業にも力を入れている。

## 概要
主に食品業者の利用が多く、製菓・製パン原材料や冷凍食肉・魚介類などの食材、調理の際に用いる器具類、新規店舗オープンに伴うミキサーやオーブン・ショーケースといった、大型機器等の販売・搬入などを行っている。それと同時に、消毒や洗浄を行う事が可能な電解水製造装置や、環境に配慮したファインバブル発生装置の提案、水素水が生成可能な水素水サーバーのレンタル・販売等の環境事業も行っている。 また、近年ではeコマース事業にも力を入れており、個人向けに業務用食材を小分けにしてオンラインショップなどで販売している。2023年2月に女性向けウェルネスブランド24MOREを公開した。

## 沿革
- 1947年(昭和22年)2月10日 会社設立
- 1947年(昭和22年)2月 食糧容器集荷
- 1947年(昭和22年)10月 食糧容器再生及び集荷
- 1948年(昭和23年)3月 小麦粉製造開始
- 1948年(昭和23年)7月 乾麺製造開始
- 1948年(昭和23年)12月 砂糖卸商登録（三井物産株式会社代理店・九州製糖株式会社特約店となる）
- 1949年(昭和24年)4月 芋粉製造開始
- 1952年(昭和27年)7月 製粉・製麺・芋粉製造中止
- 1952年(昭和27年)7月 日清製粉株式会社特約店となる
- 1953年(昭和28年)4月 渡辺紙工業株式会社特約店となる
- 1954年(昭和29年)2月 清涼飲料水製造卸開始
- 1955年(昭和30年)4月 旭化成工業株式会社特約店となる
- 1955年(昭和30年)4月 参松工業株式会社特約店となる
- 1961年(昭和36年)2月 乳酸菌飲料製造卸開始
- 1967年(昭和42年)2月 オリエンタル酵母工業株式会社特約店となる
- 1967年(昭和42年)2月 協和発酵工業株式会社特約店となる
- 1970年(昭和45年)2月 日華油脂株式会社特約店となる
- 1971年(昭和46年)2月 月島食品工業株式会社特約店となる
- 1979年(昭和54年)4月 新社屋移転
- 1980年(昭和55年)4月 長崎営業所営業開始
- 1980年(昭和55年)6月 資本金を3000万円に増資
- 1995年(平成7年)5月 福岡営業所営業開始
- 1996年(平成8年)11月 長崎営業所移転
- 2007年(平成19年)4月 栗の実店舗営業開始(一般消費者向け製菓・製パン原材料リパック商品販売)
- 2010年(平成22年)7月 栗の実楽天ショップオープン(オンラインショッピング)
- 2011年(平成23年)4月 栗の実Amazonストアオープン(オンラインショッピング)
- 2012年(平成24年)5月 栗鷹物産株式会社Mマート店]ープン(オンラインショッピング)
- 2015年(平成27年)11月 株式会社テックコーポレーション販売店となる(水素水サーバー・電解水製造装置・ファインバブル発生装置等の製造メーカー)
- 2016年(平成28年)1月 水素水サーバー・電解水製造装置・ファインバブル発生装置等の販売・レンタル開始
- 2018年(平成30年)3月 営業三課(外食商材取扱部門)新設
- 2018年(平成30年)8月 栗の実WEB本店オープン
- 2020年(令和2年)2月 福岡営業所移転(新社屋にて営業開始)
- 2021年(令和3年)5月 本社移転(新社屋にて営業開始)
- 2022年(令和4年)6月 社名を「くりたか物産株式会社」に変更
- 2023年(令和5年)2月 女性向けウェルネスブランド24MORE公開

## 拠点
- 本社

〒854-0209 長崎県諫早市森山町上井牟田855-1
- 福岡営業所

〒812-0068 福岡県糟屋郡須恵町大字旅石233-1